# Monheim (Baviera)
Monheim é uma cidade da Alemanha, localizado no distrito de Donau-Ries, no estado de Baviera.